# Svédország az 1980. évi nyári olimpiai játékokon
Svédország a szovjetunióbeli Moszkvában megrendezett 1980. évi nyári olimpiai játékok egyik részt vevő nemzete volt. Az országot az olimpián 18 sportágban 145 sportoló képviselte, akik összesen 12 érmet szereztek.

## Érmesek
| Érem  | Versenyző                                                                                           | Sportág       | Versenyszám              |
| ----- | --------------------------------------------------------------------------------------------------- | ------------- | ------------------------ |
| Arany | Bengt Baron                                                                                         | Úszás         | Férfi 100 m hát          |
| Arany | Pär Arvidsson                                                                                       | Úszás         | Férfi 100 m pillangó     |
| Arany | Johan Harmenberg                                                                                    | Vívás         | Férfi párbajtőr, egyéni  |
| Ezüst | Lars-Göran Carlsson                                                                                 | Sportlövészet | Skeet                    |
| Ezüst | Per Holmertz                                                                                        | Úszás         | Férfi 100 m gyors        |
| Ezüst | Carina Ljungdahl Tina Gustafsson Agneta Mårtensson Agneta Eriksson Birgitta Jönsson Helena Peterson | Úszás         | Női 4 × 100 m gyorsváltó |
| Bronz | Benni Ljungbeck                                                                                     | Birkózás      | Kötöttfogás, 57 kg       |
| Bronz | Lars-Erik Skiöld                                                                                    | Birkózás      | Kötöttfogás, 68 kg       |
| Bronz | Svante Rasmuson Lennart Pettersson George Horvath                                                   | Öttusa        | Csapat                   |
| Bronz | Sven Johansson                                                                                      | Sportlövészet | Sportpuska összetett     |
| Bronz | Per Johansson                                                                                       | Úszás         | Férfi 100 m gyors        |
| Bronz | Göran Marström Jörgen Ragnarsson                                                                    | Vitorlázás    | Tornádó                  |

## Atlétika
Férfi
| Versenyző           | Versenyszám     | Előfutam | Előfutam | Előfutam | Elődöntő | Elődöntő | Elődöntő | Döntő         | Döntő         |
| Versenyző           | Versenyszám     | Idő      | Hely.    | Össz.    | Idő      | Hely.    | Össz.    | Idő           | Helyezés      |
| ------------------- | --------------- | -------- | -------- | -------- | -------- | -------- | -------- | ------------- | ------------- |
| Kjell-Erik Ståhl    | Maraton         |          |          |          |          |          |          | 2:17:44       | 19.           |
| Tommy Persson       | Maraton         |          |          |          |          |          |          | 2:21:11       | 30.           |
| Göran Högberg       | Maraton         |          |          |          |          |          |          | nem ért célba | nem ért célba |
| Christer Gullstrand | 400 m gát       | 50,95    | 6.       | 16.      | kiesett  | kiesett  | kiesett  | kiesett       | kiesett       |
| Anders Carlson      | 3000 m akadály  | 9:01,77  | 10.      | 28.      | kiesett  | kiesett  | kiesett  | kiesett       | kiesett       |
| Alf Brandt          | 20 km gyaloglás |          |          |          |          |          |          | 1:34:44,0     | 13.           |
| Bo Gustafsson       | 20 km gyaloglás |          |          |          |          |          |          | kizárták      | kizárták      |
| Bo Gustafsson       | 50 km gyaloglás |          |          |          |          |          |          | nem ért célba | nem ért célba |
| Bengt Simonsen      | 50 km gyaloglás |          |          |          |          |          |          | 3:57:08       | 4.            |

| Versenyző         | Versenyszám   | Selejtező | Selejtező | Döntő    | Döntő    |
| Versenyző         | Versenyszám   | Eredmény  | Helyezés  | Eredmény | Helyezés |
| ----------------- | ------------- | --------- | --------- | -------- | -------- |
| Miro Zalar        | Rúdugrás      | 540 cm    | 6.        | 535 cm   | 10.      |
| Kenth Gardenkrans | Diszkoszvetés | 62,58 m   | 6.        | 60,24 m  | 12.      |

Női
| Versenyző                                                 | Versenyszám     | Előfutam | Előfutam | Előfutam | Negyeddöntő | Negyeddöntő | Negyeddöntő | Elődöntő | Elődöntő | Elődöntő | Döntő         | Döntő         |
| Versenyző                                                 | Versenyszám     | Idő      | Hely.    | Össz.    | Idő         | Hely.       | Össz.       | Idő      | Hely.    | Össz.    | Idő           | Helyezés      |
| --------------------------------------------------------- | --------------- | -------- | -------- | -------- | ----------- | ----------- | ----------- | -------- | -------- | -------- | ------------- | ------------- |
| Linda Haglund                                             | 100 m           | 11,37    | 2.       | 4.*      | 11,31       | 3.          | 9.          | 11,36    | 3.       | 6.**     | 11,16         | 4.            |
| Linda Haglund                                             | 200 m           | 23,85    | 3.       | 20.      | 22,90       | 4.          | 6.          | 23,11    | 6.       | 12.      | kiesett       | kiesett       |
| Ann-Louise Skoglund                                       | 400 m           | 52,78    | 6.       | 21.      |             |             |             | kiesett  | kiesett  | kiesett  | kiesett       | kiesett       |
| Helena Pihl                                               | 100 m gát       | 13,46    | 4.       | 14.      |             |             |             | 13,68    | 8.       | 13.      | kiesett       | kiesett       |
| Linda Haglund Lena Möller Ann-Louise Skoglund Helena Pihl | 4 × 100 m váltó |          |          |          |             |             |             |          |          |          | nem ért célba | nem ért célba |

| Versenyző         | Versenyszám | Selejtező | Selejtező | Döntő    | Döntő    |
| Versenyző         | Versenyszám | Eredmény  | Helyezés  | Eredmény | Helyezés |
| ----------------- | ----------- | --------- | --------- | -------- | -------- |
| Susanne Lorentzon | Magasugrás  | 185 cm    | 15.       | kiesett  | kiesett  |
| Ann-Ewa Karlsson  | Magasugrás  | 180 cm    | 18.       | kiesett  | kiesett  |

* - egy másik versenyzővel azonos eredményt ért el

** - két másik versenyzővel azonos eredményt ért el

## Birkózás
Kötöttfogású
| Versenyző        | Versenyszám | 1. forduló                          | 2. forduló                                 | 3. forduló                           | 4. forduló                   | 5. forduló                            | Döntő                                                                                            | Helyezés    |
| Versenyző        | Versenyszám | Ellenfél Eredmény                   | Ellenfél Eredmény                          | Ellenfél Eredmény                    | Ellenfél Eredmény            | Ellenfél Eredmény                     | Ellenfél Eredmény                                                                                | Helyezés    |
| ---------------- | ----------- | ----------------------------------- | ------------------------------------------ | ------------------------------------ | ---------------------------- | ------------------------------------- | ------------------------------------------------------------------------------------------------ | ----------- |
| Kent Andersson   | 48 kg       | Pavel Hrisztov (BUL) · kizárták     | Reijo Haaparanta (FIN) · kétvállas         | kiesett                              | kiesett                      | kiesett                               | kiesett                                                                                          | helyezetlen |
| Benni Ljungbeck  | 57 kg       | Leonel Pérez (CUB) · kizárták       | Herbert Nigsch (AUT) · kizárták            | Georgi Donev (BUL) · 10–4            | erőnyerő                     | Samil Szerikov (URS) · kétvállas      | Hozott eredmény · Samil Szerikov (URS) · kétvállas · 1. mérkőzés · Józef Lipień (POL) · kizárták |             |
| Lars Malmkvist   | 62 kg       | Ion Păun (ROU) · 4–2                | Kazimierz Lipień (POL) · kizárták          | Stelios Mygiakis (GRE) · kizárták    | kiesett                      | kiesett                               | kiesett                                                                                          | helyezetlen |
| Lars-Erik Skiöld | 68 kg       | Reinhard Hartmann (AUT) · kétvállas | Mohammed Moustafa Mahmoud (IRQ) · kizárták | erőnyerő                             | Ivan Atanaszov (BUL) · 10–10 | Buyandelgeriin Bold (MGL) · kétvállas | 1. mérkőzés · Andrzej Supron (POL) · kétvállas · 2. mérkőzés · Ştefan Rusu (ROU) · 1–5           |             |
| Lennart Lundell  | 74 kg       | Jamal Moughrabi (SYR) · kétvállas   | Vítězslav Mácha (TCH) · 3–3                | Jacques Van Lancker (BEL) · kizárták | Anatolij Bikov (URS) · 4–10  | kiesett                               | kiesett                                                                                          | 5.          |
| Leif Andersson   | 82 kg       | Jarmo Övermark (FIN) · 8–5          | Ion Draica (ROU) · kizárták                | erőnyerő                             | Pavel Pavlov (BUL) · 3–4     | kiesett                               | kiesett                                                                                          | 4.          |
| Frank Andersson  | 90 kg       | Georgios Pozidis (GRE) · 16–13      | Czesław Kwieciński (POL) · 19–0            | Franz Pitschmann (AUT) · kétvállas   | Igor Kanigin (URS) · 5–7     | Petre Dicu (ROU) · 2–3                | kiesett                                                                                          | 4.          |

Szabadfogású
| Versenyző       | Versenyszám | 1. forduló                               | 2. forduló                | 3. forduló        | 4. forduló        | 5. forduló        | Döntő             | Helyezés    |
| Versenyző       | Versenyszám | Ellenfél Eredmény                        | Ellenfél Eredmény         | Ellenfél Eredmény | Ellenfél Eredmény | Ellenfél Eredmény | Ellenfél Eredmény | Helyezés    |
| --------------- | ----------- | ---------------------------------------- | ------------------------- | ----------------- | ----------------- | ----------------- | ----------------- | ----------- |
| Sören Claeson   | 82 kg       | Iszmail Abilov (BUL) · kétvállas         | Henryk Mazur (POL) · 5–11 | kiesett           | kiesett           | kiesett           | kiesett           | helyezetlen |
| Frank Andersson | 100 kg      | Vasile Puşcaşu (ROU) · feladta (sérülés) | nem indult                | kiesett           | kiesett           | kiesett           | kiesett           | helyezetlen |

## Cselgáncs
| Versenyző        | Versenyszám | Csoport | 32-es főtábla                  | Nyolcaddöntő                                  | Negyeddöntő               | Elődöntő          | Vigaszág negyeddöntő | Vigaszág elődöntő             | Bronz- mérkőzés                | Döntő             | Helyezés |
| Versenyző        | Versenyszám | Csoport | Ellenfél Eredmény              | Ellenfél Eredmény                             | Ellenfél Eredmény         | Ellenfél Eredmény | Ellenfél Eredmény    | Ellenfél Eredmény             | Ellenfél Eredmény              | Ellenfél Eredmény | Helyezés |
| ---------------- | ----------- | ------- | ------------------------------ | --------------------------------------------- | ------------------------- | ----------------- | -------------------- | ----------------------------- | ------------------------------ | ----------------- | -------- |
| Wolfgang Biedron | Harmatsúly  | B       | Redwan El-Zaouiki (SYR) · GY   | Luiz Onmura (BRA) · GY                        | Tsendiin Damdin (MGL) · V |                   |                      | Yves Delvingt (FRA) · V       | kiesett                        |                   | 7.       |
| Ronny Nilsson    | Könnyűsúly  | B       | Neófitosz Arészti (CYP) · GY   | Ricardo Tuero (CUB) · V                       | kiesett                   | kiesett           |                      |                               |                                |                   | 12.      |
| Michel Grant     | Váltósúly   | B       | Carlos Alberto Cunha (BRA) · V | kiesett                                       | kiesett                   | kiesett           |                      |                               |                                |                   | 17.      |
| Bertil Ström     | Középsúly   | A       | Jürg Röthlisberger (SUI) · V   |                                               |                           |                   |                      | Henri-Richard Lobe (CMR) · GY | Aleksandrs Jackēvičs (URS) · V |                   | 5.       |
| Ulf Ekberg       | Nehézsúly   | B       | erőnyerő                       | Dimitar Zaprjanov (BUL) · V (mérkőzés nélkül) | kiesett                   | kiesett           |                      |                               |                                |                   | 15.      |
| Ulf Ekberg       | Nyílt       | B       | erőnyerő                       | Szerhij Novikov (URS) · V (mérkőzés nélkül)   | kiesett                   | kiesett           |                      |                               |                                |                   | 15.      |

## Evezés
Férfi
| Versenyző                                             | Versenyszám              | Előfutam | Előfutam | Vigaszág | Vigaszág | Elődöntő | Elődöntő | Döntő | Döntő   | Döntő | Helyezés |
| Versenyző                                             | Versenyszám              | Idő      | Hely.    | Idő      | Hely.    | Idő      | Hely.    | Típus | Idő     | Hely. | Helyezés |
| ----------------------------------------------------- | ------------------------ | -------- | -------- | -------- | -------- | -------- | -------- | ----- | ------- | ----- | -------- |
| Hans Svensson                                         | Egypárevezős             | 7:57,33  | 2.       | erőnyerő | erőnyerő | 7:19,66  | 3.       | A     | 7:19,38 | 5.    | 5.       |
| Anders Larson Anders Wilgotson                        | Kormányos nélküli kettes | 7:44,16  | 4.       | 7:09,51  | 2.       | 6:54,12  | 3.       | A     | 7:02,52 | 6.    | 6.       |
| Kent Larsson Pär Hurtig Jan Niklasson Göran Johansson | Kormányos nélküli négyes | 6:49,78  | 5.       | 6:29,33  | 4.       |          |          | B     | 6:23,61 | 4.    | 10.      |

## Íjászat
| Versenyző          | Versenyszám  | 1. forduló | 1. forduló | 2. forduló | 2. forduló | Összesítés | Összesítés |
| Versenyző          | Versenyszám  | Pont       | Hely.      | Pont       | Hely.      | Pont       | Helyezés   |
| ------------------ | ------------ | ---------- | ---------- | ---------- | ---------- | ---------- | ---------- |
| Göran Bjerendal    | Férfi egyéni | 1187       | 17.        | 1221       | 7.         | 2408       | 12.        |
| Rolf Svensson      | Férfi egyéni | 1184       | 18.        | 1173       | 19.        | 2357       | 20.        |
| Anna-Lisa Berglund | Női egyéni   | 1140       | 15.        | 1143       | 18.        | 2283       | 16.        |

## Kajak-kenu
Férfi
| Versenyző                                                       | Versenyszám         | Előfutam | Előfutam | Előfutam | Vigaszág | Vigaszág | Vigaszág | Elődöntő | Elődöntő | Elődöntő | Döntő   | Döntő    |
| Versenyző                                                       | Versenyszám         | Idő      | Hely.    | Össz.    | Idő      | Hely.    | Össz.    | Idő      | Hely.    | Össz.    | Idő     | Helyezés |
| --------------------------------------------------------------- | ------------------- | -------- | -------- | -------- | -------- | -------- | -------- | -------- | -------- | -------- | ------- | -------- |
| Anders Andersson                                                | Kajak egyes 500 m   | 1:46,46  | 2.       | 7.       | erőnyerő | erőnyerő | erőnyerő | 1:46,93  | 3.       | 8.       | 1:46,32 | 6.       |
| Anders Andersson                                                | Kajak egyes 1000 m  | 3:48,16  | 2.       | 8.       | erőnyerő | erőnyerő | erőnyerő | 3:52,80  | 1.       | 2.       | 3:54,54 | 9.       |
| Jens Nordqvist Thomas Ohlsson                                   | Kajak kettes 500 m  | 1:38,13  | 5.       | 13.      | 1:39,89  | 3.       | 5.       | 1:37,42  | 3.       | 9.       | 1:39,92 | 9.       |
| Jens Nordqvist Thomas Ohlsson                                   | Kajak kettes 1000 m | 3:40,37  | 7.       | 13.      | 3:32,43  | 2.       | 2.       | 3:40,59  | 5.       | 13.      | kiesett | kiesett  |
| Lars-Erik Moberg Per Lundh Thorbjörn Thoresson Berndt Andersson | Kajak négyes 1000 m | 3:05,20  | 3.       | 4.       | erőnyerő | erőnyerő | erőnyerő |          |          |          | 3:20,74 | 9.       |
| Thomas Falk                                                     | Kenu egyes 500 m    | 1:59,07  | 5.       | 9.       | 1:59,94  | 4.       | 4.       |          |          |          | kiesett | kiesett  |
| Thomas Falk                                                     | Kenu egyes 1000 m   | 4:04,97  | 3.       | 3.       | erőnyerő | erőnyerő | erőnyerő |          |          |          | 4:20,66 | 7.       |
| Bernt Lindelöf Eric Zeidlitz                                    | Kenu kettes 500 m   | 1:46,97  | 3.       | 7.       | erőnyerő | erőnyerő | erőnyerő |          |          |          | 1:48,69 | 8.       |
| Bernt Lindelöf Eric Zeidlitz                                    | Kenu kettes 1000 m  | 3:44,91  | 2.       | 4.       | erőnyerő | erőnyerő | erőnyerő |          |          |          | 3:58,62 | 9.       |

Női
| Versenyző                     | Versenyszám        | Előfutam | Előfutam | Előfutam | Vigaszág | Vigaszág | Vigaszág | Döntő   | Döntő    |
| Versenyző                     | Versenyszám        | Idő      | Hely.    | Össz.    | Idő      | Hely.    | Össz.    | Idő     | Helyezés |
| ----------------------------- | ------------------ | -------- | -------- | -------- | -------- | -------- | -------- | ------- | -------- |
| Agneta Andersson              | Kajak egyes 500 m  | 2:01,00  | 4.       | 7.       | 2:04,39  | 3.       | 3.       | 2:01,33 | 6.       |
| Agneta Andersson Karin Olsson | Kajak kettes 500 m | 1:49,96  | 4.       | 6.       | 1:52,77  | 2.       | 2.       | 1:49,27 | 5.       |

## Kerékpározás

### Országúti kerékpározás
Férfi
| Versenyző                                                   | Versenyszám     | Idő               | Helyezés      |
| ----------------------------------------------------------- | --------------- | ----------------- | ------------- |
| Peter Jonsson                                               | Mezőnyverseny   | 4:57:34 (+9:05)   | 16.           |
| Bernt Scheler                                               | Mezőnyverseny   | 5:05:48 (+17:19)  | 39.           |
| Anders Adamson                                              | Mezőnyverseny   | 5:05:58 (+17:29)  | 44.           |
| Mats Gustafsson                                             | Mezőnyverseny   | nem ért célba     | nem ért célba |
| Anders Adamson Bengt Asplund Mats Gustafsson Håkan Karlsson | Csapat időfutam | 2:08:33,7 (+7:12) | 12.           |

## Kosárlabda

### Férfi
| Svéd férfi kosárlabdacsapat-játékoskeret                                                               | Svéd férfi kosárlabdacsapat-játékoskeret                                                         |
| --- | ------------------------------------------------------------------------------------------------ |
| - Peter Andersson - Jan Enjebo - Sten Feldreich - Peter Gunterberg - Joon-Olof Karlsson - Bernt Malion | - Thomas Nordgren - Roland Rahm - Åke Skyttevall - Torbjörn Taxén - Göran Unger - Leif Yttergren |

#### Eredmények
Csoportkör
C csoport
| Csapat            | M | Gy | V | P+  | P–  | Pk  |
| ----------------- | - | -- | - | --- | --- | --- |
| Olaszország (ITA) | 3 | 2  | 1 | 248 | 233 | +15 |
| Kuba (CUB)        | 3 | 2  | 1 | 226 | 214 | +12 |
| Ausztrália (AUS)  | 3 | 2  | 1 | 224 | 215 | +9  |
| Svédország (SWE)  | 3 | 0  | 3 | 191 | 227 | –36 |

| 1980. július 20. | Olaszország (ITA) | 92–77 | Svédország (SWE) |  |
| 1980. július 20. | (50–34)           |       |                  |  |

| 1980. július 21. | Kuba (CUB) | 71–59 | Svédország (SWE) |  |
| 1980. július 21. | (39–32)    |       |                  |  |

| 1980. július 23. | Ausztrália (AUS) | 64–55 | Svédország (SWE) |  |
| 1980. július 23. | (40–27)          |       |                  |  |

A 7–12. helyért
- A táblázat tartalmazza
  - az A csoportban lejátszott Csehszlovákia–India 133–65-ös,
  - a B csoportban lejátszott Lengyelország–Szenegál 84–64-es,
  - a C csoportban lejátszott Ausztrália–Svédország 64–55-ös eredményét is.

| Csapat              | M | Gy | V | P+  | P–  | Pk   |
| ------------------- | - | -- | - | --- | --- | ---- |
| Lengyelország (POL) | 5 | 4  | 1 | 453 | 359 | +94  |
| Ausztrália (AUS)    | 5 | 4  | 1 | 417 | 381 | +36  |
| Csehszlovákia (TCH) | 5 | 3  | 2 | 474 | 377 | +97  |
| Svédország (SWE)    | 5 | 3  | 2 | 375 | 341 | +34  |
| Szenegál (SEN)      | 5 | 1  | 4 | 345 | 396 | –51  |
| India (IND)         | 5 | 0  | 5 | 329 | 539 | –210 |

| 1980. július 25. | Svédország (SWE) | 70–64 | Szenegál (SEN) |  |
| 1980. július 25. | (32–29)          |       |                |  |

| 1980. július 26. | Csehszlovákia (TCH) | 83–61 | Svédország (SWE) |  |
| 1980. július 26. | (39–35)             |       |                  |  |

| 1980. július 27. | Svédország (SWE) | 119–63 | India (IND) |  |
| 1980. július 27. | (52–29)          |        |             |  |

| 1980. július 28. | Svédország (SWE) | 70–67 | Lengyelország (POL) |  |
| 1980. július 28. | (40–33)          |       |                     |  |

| Csapat           | Helyezés |
| ---------------- | -------- |
| Svédország (SWE) | 10.      |

## Műugrás
Női
| Versenyző         | Versenyszám        | Selejtező | Selejtező | Döntő   | Döntő    |
| Versenyző         | Versenyszám        | Pont      | Helyezés  | Pont    | Helyezés |
| ----------------- | ------------------ | --------- | --------- | ------- | -------- |
| Annie Liljeberg   | Egyéni műugrás     | 365,250   | 21.       | kiesett | kiesett  |
| Susanne Wetteskog | Egyéni műugrás     | 399,060   | 11.       | kiesett | kiesett  |
| Susanne Wetteskog | Egyéni toronyugrás | 315,300   | 11.       | kiesett | kiesett  |

## Ökölvívás
| Versenyző         | Versenyszám   | Selejtező         | 32-es főtábla                          | Nyolcaddöntő                   | Negyeddöntő              | Elődöntő          | Döntő             | Helyezés |
| Versenyző         | Versenyszám   | Ellenfél Eredmény | Ellenfél Eredmény                      | Ellenfél Eredmény              | Ellenfél Eredmény        | Ellenfél Eredmény | Ellenfél Eredmény | Helyezés |
| ----------------- | ------------- | ----------------- | -------------------------------------- | ------------------------------ | ------------------------ | ----------------- | ----------------- | -------- |
| Odd Bengtsson     | Pehelysúly    | erőnyerő          | Adolfo Horta (CUB) · 0:5               | kiesett                        | kiesett                  | kiesett           | kiesett           | 17.      |
| Kalervo Alanenpää | Könnyűsúly    |                   | Omari Golaya (TAN) · 0:5               | kiesett                        | kiesett                  | kiesett           | kiesett           | 17.      |
| Shadrach Odhiambo | Kisváltósúly  |                   | Bogdan Gajda (POL) · 4:1               | Tony Willis (GBR) · 0:5        | kiesett                  | kiesett           | kiesett           | 9.       |
| Leo Vainonen      | Nagyváltósúly |                   | Marcel Sîrba (ROU) · 3:2               | Francisco de Jesus (BRA) · 0:5 | kiesett                  | kiesett           | kiesett           | 9.       |
| Christer Corpi    | Középsúly     |                   | Étienne Loco Gbodolle (BEN) · kizárták | Manfred Trauten (GDR) · RSC    | kiesett                  | kiesett           | kiesett           | 9.       |
| Anders Eklund     | Nehézsúly     |                   |                                        | erőnyerő                       | Lévai István (HUN) · 1:4 | kiesett           | kiesett           | 5.       |

RSC – a mérkőzésvezető megállította a mérkőzést

## Öttusa
| Versenyző                                         | Versenyszám | Lovaglás | Lovaglás | Lovaglás | Lovaglás | Vívás    | Vívás | Vívás | Lövészet | Lövészet | Lövészet | Úszás    | Úszás | Úszás | Futás   | Futás | Futás | Összesen    | Összesen |
| Versenyző                                         | Versenyszám | Idő      | Bünt.    | Pont     | Hely.    | Eredmény | Pont  | Hely. | Pontszám | Pont     | Hely.    | Idő      | Pont  | Hely. | Idő     | Pont  | Hely. | Összes pont | Helyezés |
| ------------------------------------------------- | ----------- | -------- | -------- | -------- | -------- | -------- | ----- | ----- | -------- | -------- | -------- | -------- | ----- | ----- | ------- | ----- | ----- | ----------- | -------- |
| Svante Rasmuson                                   | Egyéni      | 2:26,2   | 164      | 936      | 40.      | 26–16    | 922   | 7.    | 194      | 1000     | 16.      | 3:12,813 | 1332  | 2.    | 13:14,8 | 1183  | 6.    | 5373        | 4.       |
| Lennart Pettersson                                | Egyéni      | 1:55,2   | 50       | 1050     | 18.      | 26–16    | 922   | 7.    | 198      | 1088     | 3.       | 3:34,998 | 1156  | 19.   | 14:06,1 | 1027  | 32.   | 5243        | 7.       |
| George Horvath                                    | Egyéni      | 2:01,4   | 64       | 1036     | 20.      | 24–18    | 870   | 11.   | 200      | 1132     | 1.       | 3:35,320 | 1152  | 21.   | 14:02,1 | 1039  | 29.   | 5229        | 9.       |
| Svante Rasmuson Lennart Pettersson George Horvath | Csapat      |          |          | 3022     | 8.       |          | 2714  | 3.    |          | 3220     | 1.       |          | 3640  | 1.    |         | 3249  | 7.    | 15 845      |          |

## Sportlövészet
Nyílt
| Versenyző           | Versenyszám           | Pont                   | Helyezés |
| ------------------- | --------------------- | ---------------------- | -------- |
| Ove Gunnarsson      | Gyorstüzelő pisztoly  | 590                    | 16.      |
| Ragnar Skanåker     | Gyorstüzelő pisztoly  | 579                    | 31.      |
| Ragnar Skanåker     | Szabadpisztoly        | 563                    | 7.       |
| Staffan Oscarsson   | Szabadpisztoly        | 547                    | 23.      |
| Sven Johansson      | Sportpuska, fekvő     | 594                    | 18.      |
| Sven Johansson      | Sportpuska, összetett | 1165                   |          |
| Stefan Thynell      | Sportpuska, összetett | 1150                   | 15.      |
| Stefan Thynell      | Sportpuska, fekvő     | 593                    | 20.      |
| Lars Ivarsson       | Futócéllövészet       | 567                    | 13.      |
| Lars-Göran Carlsson | Skeet                 | 196 (szétlövés: 25+24) |          |
| Manne Johnson       | Skeet                 | 184                    | 37.      |

## Súlyemelés
| Versenyző       | Versenyszám | Szakítás | Szakítás | Lökés    | Lökés    | Összesen | Helyezés |
| Versenyző       | Versenyszám | Eredmény | Helyezés | Eredmény | Helyezés | Összesen | Helyezés |
| --------------- | ----------- | -------- | -------- | -------- | -------- | -------- | -------- |
| Johnny Helsing  | 56 kg       | 100,0    | 16.      | 132,5    | 13.      | 232,5    | 14.      |
| Pertti Torikka  | 56 kg       | 100,0    | 16.      | 130,0    | 15.      | 230,0    | 15.      |
| Bertil Sollevi  | 75 kg       | 137,5    | 8.       | 172,5    | 7.       | 310,0    | 7.       |
| Stefan Jonsson  | 82,5 kg     | 142,5    | 12.      | 185,0    | 9.       | 327,5    | 10.      |
| Michael Persson | 100 kg      | 160,0    | 10.      | 200,0    | 8.       | 360,0    | 9.       |
| Leif Nilsson    | 110 kg      | 167,5    | 5.       | 212,5    | 4.       | 380,0    | 4.       |

## Torna
Női
| Versenyző   | Versenyszám      | Selejtező | Selejtező | Döntő    | Döntő    |
| Versenyző   | Versenyszám      | Pontszám  | Helyezés  | Pontszám | Helyezés |
| ----------- | ---------------- | --------- | --------- | -------- | -------- |
| Lena Adomat | Talaj            | 17,00     | 60.       | kiesett  | kiesett  |
| Lena Adomat | Ugrás            | 18,10     | 50.       | kiesett  | kiesett  |
| Lena Adomat | Felemás korlát   | 17,95     | 50.       | kiesett  | kiesett  |
| Lena Adomat | Gerenda          | 17,35     | 59.       | kiesett  | kiesett  |
| Lena Adomat | Egyéni összetett | 70,40     | 59.       | 70,050   | 30.      |

## Úszás
Férfi
| Versenyző                                                                                         | Versenyszám            | Előfutam | Előfutam | Előfutam | Elődöntő | Elődöntő | Elődöntő | Döntő   | Döntő    |
| Versenyző                                                                                         | Versenyszám            | Idő      | Hely.    | Össz.    | Idő      | Hely.    | Össz.    | Idő     | Helyezés |
| ------------------------------------------------------------------------------------------------- | ---------------------- | -------- | -------- | -------- | -------- | -------- | -------- | ------- | -------- |
| Per Holmertz                                                                                      | 100 m gyors            | 52,01    | 1.       | 3.       | 51,19    | 2.       | 2.       | 50,91   |          |
| Per Johansson                                                                                     | 100 m gyors            | 52,11    | 1.*      | 8.*      | 51,42    | 1.       | 3.       | 51,29   |          |
| Per Wikström                                                                                      | 100 m gyors            | 52,29    | 2.       | 12.      | 52,15    | 4.       | 9.       | kiesett | kiesett  |
| Per Wikström                                                                                      | 200 m gyors            | 1:53,59  | 2.       | 13.      |          |          |          | kiesett | kiesett  |
| Per-Ola Quist                                                                                     | 200 m gyors            | 1:55,38  | 3.       | 24.      |          |          |          | kiesett | kiesett  |
| Thomas Lejdström                                                                                  | 200 m gyors            | 1:53,04  | 3.       | 8.       |          |          |          | 1:52,94 | 7.       |
| Thomas Lejdström                                                                                  | 400 m gyors            | 4:01,89  | 3.       | 18.      |          |          |          | kiesett | kiesett  |
| Thomas Lejdström                                                                                  | 400 m vegyes           | 4:33,05  | 3.       | 13.      |          |          |          | kiesett | kiesett  |
| Gary Andersson                                                                                    | 400 m vegyes           | 4:41,32  | 6.       | 20.      |          |          |          | kiesett | kiesett  |
| Michael Söderlund                                                                                 | 100 m hát              | 57,75    | 1.       | 1.       | 58,20    | 4.       | 10.      | kiesett | kiesett  |
| Michael Söderlund                                                                                 | 200 m hát              | 2:04,67  | 2.       | 5.       |          |          |          | 2:04,10 | 6.       |
| Bengt Baron                                                                                       | 200 m hát              | 2:07,13  | 4.       | 16.      |          |          |          | kiesett | kiesett  |
| Bengt Baron                                                                                       | 100 m hát              | 58,46    | 4.       | 11.      | 57,51    | 1.       | 2.       | 56,53   |          |
| Peter Berggren                                                                                    | 100 m mell             | 1:05,43  | 1.       | 9.       |          |          |          | kiesett | kiesett  |
| Peter Berggren                                                                                    | 200 m mell             | 2:22,09  | 3.       | 7.       |          |          |          | 2:21,65 | 7.       |
| Glen Christiansen                                                                                 | 200 m mell             | 2:26,00  | 3.       | 11.      |          |          |          | kiesett | kiesett  |
| Pär Arvidsson                                                                                     | 100 m pillangó         | 55,18    | 1.       | 1.       | 55,05    | 2.       | 2.       | 54,92   |          |
| Pär Arvidsson                                                                                     | 200 m pillangó         | 2:03,14  | 2.       | 7.       |          |          |          | 2:02,61 | 7.       |
| Ove Nylén                                                                                         | 200 m pillangó         | 2:04,64  | 4.       | 13.      |          |          |          | kiesett | kiesett  |
| Michael Söderlund Per Wikström Per-Alvar Magnusson Thomas Lejdström Anders Rutqvist Per-Ola Quist | 4 × 200 m gyorsváltó   | 7:34,34  | 4.       | 5.       |          |          |          | 7:30,10 | 4.       |
| Michael Söderlund Peter Berggren Per-Alvar Magnusson Per Holmertz                                 | 4 × 100 m vegyes váltó | kizárták | kizárták | kizárták |          |          |          | kiesett | kiesett  |

Női
| Versenyző                                                                                           | Versenyszám            | Előfutam | Előfutam | Előfutam | Döntő   | Döntő    |
| Versenyző                                                                                           | Versenyszám            | Idő      | Hely.    | Össz.    | Idő     | Helyezés |
| --------------------------------------------------------------------------------------------------- | ---------------------- | -------- | -------- | -------- | ------- | -------- |
| Agneta Eriksson                                                                                     | 100 m gyors            | 57,67    | 3.       | 7.       | 57,90   | 8.       |
| Carina Ljungdahl                                                                                    | 100 m gyors            | 58,05    | 3.       | 10.      | kiesett | kiesett  |
| Tina Gustafsson                                                                                     | 200 m gyors            | 2:05,84  | 5.       | 15.      | kiesett | kiesett  |
| Annika Uvehall                                                                                      | 100 m hát              | 1:06,33  | 5.       | 19.      | kiesett | kiesett  |
| Eva-Marie Håkansson                                                                                 | 100 m mell             | 1:12,26  | 1.       | 4.       | 1:11,72 | 5.       |
| Eva-Marie Håkansson                                                                                 | 200 m mell             | 2:35,64  | 3.       | 9.       | kiesett | kiesett  |
| Ann-Sofi Roos                                                                                       | 200 m mell             | 2:35,99  | 3.       | 10.      | kiesett | kiesett  |
| Ann-Sofi Roos                                                                                       | 400 m vegyes           | 4:57,13  | 4.       | 10.      | kiesett | kiesett  |
| Agneta Mårtensson                                                                                   | 100 m pillangó         | 1:02,79  | 1.       | 5.       | 1:02,61 | 6.       |
| Agneta Mårtensson                                                                                   | 200 m pillangó         | 2:16,41  | 2.       | 8.       | 2:15,22 | 7.       |
| Armi Airaksinen                                                                                     | 200 m pillangó         | 2:19,39  | 5.       | 15.      | kiesett | kiesett  |
| Armi Airaksinen                                                                                     | 100 m pillangó         | 1:04,40  | 5.       | 17.      | kiesett | kiesett  |
| Carina Ljungdahl Tina Gustafsson Agneta Martensson Agneta Eriksson Birgitta Jönsson Helena Peterson | 4 × 100 m gyorsváltó   | 3:52,22  | 2.       | 3.       | 3:48,93 |          |
| Annika Uvehall Eva-Marie Håkansson Agneta Mårtensson Tina Gustafsson                                | 4 × 100 m vegyes váltó | 4:19,94  | 3.       | 4.       | 4:16,91 | 4.       |

* - egy másik versenyzővel azonos eredményt ért el

## Vitorlázás
Nyílt
| Versenyző                                    | Versenyszám    | Futam | Futam  | Futam  | Futam | Futam  | Futam  | Futam  | Pontszám | Helyezés |
| Versenyző                                    | Versenyszám    | 1     | 2      | 3      | 4     | 5      | 6      | 7      | Pontszám | Helyezés |
| -------------------------------------------- | -------------- | ----- | ------ | ------ | ----- | ------ | ------ | ------ | -------- | -------- |
| Kent Carlsson                                | Finn dingi     | 3,0   | 18,0   | 21,0   | 8,0   | 8,0    | 5,7    | (28,0) | 63,7     | 6.       |
| Lars Bengtsson Stefan Bengtsson              | 470-es osztály | 13,0  | 13,0   | 8,0    | 3,0   | (17,0) | 10,0   | 13,0   | 60,0     | 8.       |
| Håkan Lindström Peter Sundelin               | Csillaghajó    | 11,7  | 10,0   | 10,0   | 0,0   | 10,0   | (13,0) | 3,0    | 44,7     | 4.       |
| Göran Marström Jörgen Ragnarsson             | Tornádó        | 0,0   | 8,0    | (13,0) | 3,0   | 11,7   | 3,0    | 8,0    | 33,7     |          |
| Bertil Larsson Göran Andersson Jan Andersson | Soling         | 11,7  | (15,0) | (15,0) | 13,0  | 14,0   | 14,0   | 8,0    | 75,7     | 8.       |

## Vívás
Férfi
| Versenyző                                                             | Versenyszám       | Selejtező | Selejtező | Selejtező | Selejtező | Főtábla                    | Főtábla                                    | Vigaszág          | Vigaszág                      | Vigaszág          | Döntő | Döntő                                     | Helyezés |
| Versenyző                                                             | Versenyszám       | 1. kör | 1. kör    | 2. kör | 2. kör    | 1. kör                     | 2. kör                                     | 1. kör            | 2. kör                        | 3. kör            | Döntő | Döntő                                     | Helyezés |
| Versenyző                                                             | Versenyszám       | Ellenfél Eredmény | Hely.     | Ellenfél Eredmény | Hely.     | Ellenfél Eredmény          | Ellenfél Eredmény                          | Ellenfél Eredmény | Ellenfél Eredmény             | Ellenfél Eredmény | Ellenfél Eredmény | Hely.                                     | Helyezés |
| --------------------------------------------------------------------- | ----------------- | --- | --------- | --- | --------- | -------------------------- | ------------------------------------------ | ----------------- | ----------------------------- | ----------------- | --- | ----------------------------------------- | -------- |
| Johan Harmenberg                                                      | Párbajtőr, egyéni | 3. csoport · Heriberto González (CUB) · 5–1 · Jiří Douba (TCH) · 5–2 · Osztrics István (HUN) · 5–3 · Ioan Popa (ROU) · 2–5                           | 2.        | 3. csoport · Andrzej Lis (POL) · 4–5 · Oldřich Kubišta (TCH) · 5–4 · Greg Benko (AUS) · 5–0 · Pethő László (HUN) · 5–4 · Philippe Riboud (FRA) · 4–5              | 2.        | Stefano Bellone (ITA) · GY | Osztrics István (HUN) · GY                 |                   |                               |                   | Kolczonay Ernő (HUN) · 5–5 · Philippe Riboud (FRA) · 5–5 · Rolf Edling (SWE) · 5–2 · Ioan Popa (ROU) · 5–4 · Alekszandr Mozsajev (URS) · 2–5 | 1.                                        |          |
| Rolf Edling                                                           | Párbajtőr, egyéni | 2. csoport · Mikko Salminen (FIN) · 5–4 · Alekszandr Abusahmetov (URS) · 5–3 · Thierry Soumagne (BEL) · 5–3 · Philippe Boisse (FRA) · 3–5            | 3.        | 2. csoport · Piotr Jabłkowski (POL) · 5–4 · Efigenio Favier (CUB) · 5–3 · Ioan Popa (ROU) · 5–2 · Philippe Boisse (FRA) · 5–3 · Borisz Lukomszkij (URS) · 5–2     | 1.        | Philippe Boisse (FRA) · GY | Alekszandr Abusahmetov (URS) · GY          |                   |                               |                   | Rolf Edling (SWE) · 5–2 · Kolczonay Ernő (HUN) · 1–5 · Philippe Riboud (FRA) · 5–0 · Alekszandr Mozsajev (URS) · 5–3 · Ioan Popa (ROU) · 5–3 | 4.                                        | 4.       |
| Hans Jacobson                                                         | Párbajtőr, egyéni | 8. csoport · Hassan Hamze (LIB) · 5–1 · Kazem Hasan (KUW) · 5–1 · Marco Falcone (ITA) · 5–2 · Borisz Lukomszkij (URS) · 5–2 · Greg Benko (AUS) · 5–5 | 1.        | 1. csoport · Kolczonay Ernő (HUN) · 4–5 · John Llewellyn (GBR) · 5–2 · Pongrácz Antal (ROU) · 5–3 · Alekszandr Mozsajev (URS) · 5–3 · Stefano Bellone (ITA) · 5–2 | 1.        | Pethő László (HUN) · GY    | Ioan Popa (ROU) · V                        |                   | Alekszandr Mozsajev (URS) · V | kiesett           | kiesett | kiesett                                   | 9.       |
| Johan Harmenberg Rolf Edling Leif Högström Göran Malkar Hans Jacobson | Párbajtőr, csapat | 1. csoport · Nagy-Britannia (GBR) · 8–3 | 1.        | |           | Lengyelország (POL) · 6–8  | Az 5–8. helyért · Magyarország (HUN) · 9–4 |                   |                               |                   | Az 5. helyért · Csehszlovákia (TCH) · 9–2 | Az 5. helyért · Csehszlovákia (TCH) · 9–2 | 5.       |

Női
| Versenyző    | Versenyszám | Selejtező | Selejtező | Selejtező         | Selejtező | Főtábla           | Főtábla           | Vigaszág          | Vigaszág          | Vigaszág          | Döntő             | Döntő   | Helyezés |
| Versenyző    | Versenyszám | 1. kör | 1. kör    | 2. kör            | 2. kör    | 1. kör            | 2. kör            | 1. kör            | 2. kör            | 3. kör            | Döntő             | Döntő   | Helyezés |
| Versenyző    | Versenyszám | Ellenfél Eredmény | Hely.     | Ellenfél Eredmény | Hely.     | Ellenfél Eredmény | Ellenfél Eredmény | Ellenfél Eredmény | Ellenfél Eredmény | Ellenfél Eredmény | Ellenfél Eredmény | Hely.   | Helyezés |
| ------------ | ----------- | --- | --------- | ----------------- | --------- | ----------------- | ----------------- | ----------------- | ----------------- | ----------------- | ----------------- | ------- | -------- |
| Kerstin Palm | Tőr, egyéni | 1. csoport · Valentyina Szidorova (URS) · 1–5 · Ann Brannon (GBR) · 5–3 · Margarita Rodríguez (CUB) · 1–5 · Marcela Moldovan-Zsak (ROU) · 2–5 | 5.        | kiesett           | kiesett   | kiesett           | kiesett           | kiesett           | kiesett           | kiesett           | kiesett           | kiesett | 29.      |

## Vízilabda
| Svéd férfi vízilabdacsapat-játékoskeret                                                                  | Svéd férfi vízilabdacsapat-játékoskeret                                                |
| --- | -------------------------------------------------------------------------------------- |
| - Anders Flodqvist - Kenth Karlsson - Hans Lundén - Tommy Danielson - Sören Carlsson - Christer Stenberg | - Gunnar Johansson - Peter Carlström - Lars Skåål - Per-Arne Andersson - Arne Claesson |

### Eredmények
Csoportkör
B csoport
| Csapat              | M | Gy | D | V | G+ | G– | Gk  | P |
| ------------------- | - | -- | - | - | -- | -- | --- | - |
| Szovjetunió (URS)   | 3 | 3  | 0 | 0 | 24 | 10 | +14 | 6 |
| Spanyolország (ESP) | 3 | 2  | 0 | 1 | 15 | 11 | +4  | 4 |
| Olaszország (ITA)   | 3 | 0  | 1 | 2 | 14 | 17 | –3  | 1 |
| Svédország (SWE)    | 3 | 0  | 1 | 2 | 8  | 23 | –15 | 1 |

| 1980. július 20. 12:00 | Svédország (SWE)     | 3–7 | Spanyolország (ESP) |  |
| 1980. július 20. 12:00 | (0–2, 1–1, 0–0, 2–4) |     |                     |  |
| 1980. július 20. 12:00 |                      |     |                     |  |

| 1980. július 21. 12:00 | Svédország (SWE)     | 4–4 | Olaszország (ITA) |  |
| 1980. július 21. 12:00 | (2–1, 2–1, 0–1, 0–1) |     |                   |  |
| 1980. július 21. 12:00 |                      |     |                   |  |

| 1980. július 22. 12:00 | Svédország (SWE)     | 1–12 | Szovjetunió (URS) |  |
| 1980. július 22. 12:00 | (0–3, 1–2, 0–4, 0–3) |      |                   |  |
| 1980. július 22. 12:00 |                      |      |                   |  |

A 7–12. helyért
| 1980. július 24. 12:00 | Görögország (GRE)    | 9–5 | Svédország (SWE) |  |
| 1980. július 24. 12:00 | (1–3, 4–0, 3–2, 1–0) |     |                  |  |
| 1980. július 24. 12:00 |                      |     |                  |  |

| 1980. július 25. 13:00 | Olaszország (ITA)    | 8–3 | Svédország (SWE) |  |
| 1980. július 25. 13:00 | (3–1, 3–1, 0–0, 2–1) |     |                  |  |
| 1980. július 25. 13:00 |                      |     |                  |  |

| 1980. július 26. 11:00 | Románia (ROU)        | 8–3 | Svédország (SWE) |  |
| 1980. július 26. 11:00 | (1–1, 2–1, 1–1, 4–0) |     |                  |  |
| 1980. július 26. 11:00 |                      |     |                  |  |

| 1980. július 28. 13:00 | Svédország (SWE)     | 4–9 | Ausztrália (AUS) |  |
| 1980. július 28. 13:00 | (1–2, 2–2, 0–2, 1–3) |     |                  |  |
| 1980. július 28. 13:00 |                      |     |                  |  |

| 1980. július 29. 13:00 | Svédország (SWE)     | 8–6 | Bulgária (BUL) |  |
| 1980. július 29. 13:00 | (0–2, 3–1, 1–0, 4–3) |     |                |  |
| 1980. július 29. 13:00 |                      |     |                |  |

Végeredmény
| Csapat            | M | Gy | D | V | G+ | G– | Gk  | P |
| ----------------- | - | -- | - | - | -- | -- | --- | - |
| Ausztrália (AUS)  | 5 | 4  | 1 | 0 | 30 | 19 | +11 | 9 |
| Olaszország (ITA) | 5 | 4  | 0 | 1 | 26 | 18 | +8  | 8 |
| Románia (ROU)     | 5 | 3  | 1 | 1 | 36 | 26 | +10 | 7 |
| Görögország (GRE) | 5 | 2  | 0 | 3 | 28 | 28 | 0   | 4 |
| Svédország (SWE)  | 5 | 1  | 0 | 4 | 23 | 40 | –17 | 2 |
| Bulgária (BUL)    | 5 | 0  | 0 | 5 | 25 | 37 | –12 | 0 |

| Csapat           | Helyezés |
| ---------------- | -------- |
| Svédország (SWE) | 11.      |